# Agostino Scilla
Agostino Scilla (Messina, 10 agosto 1629 – Roma, 31 maggio 1700) è stato un pittore, scienziato, paleontologo e numismatico italiano.

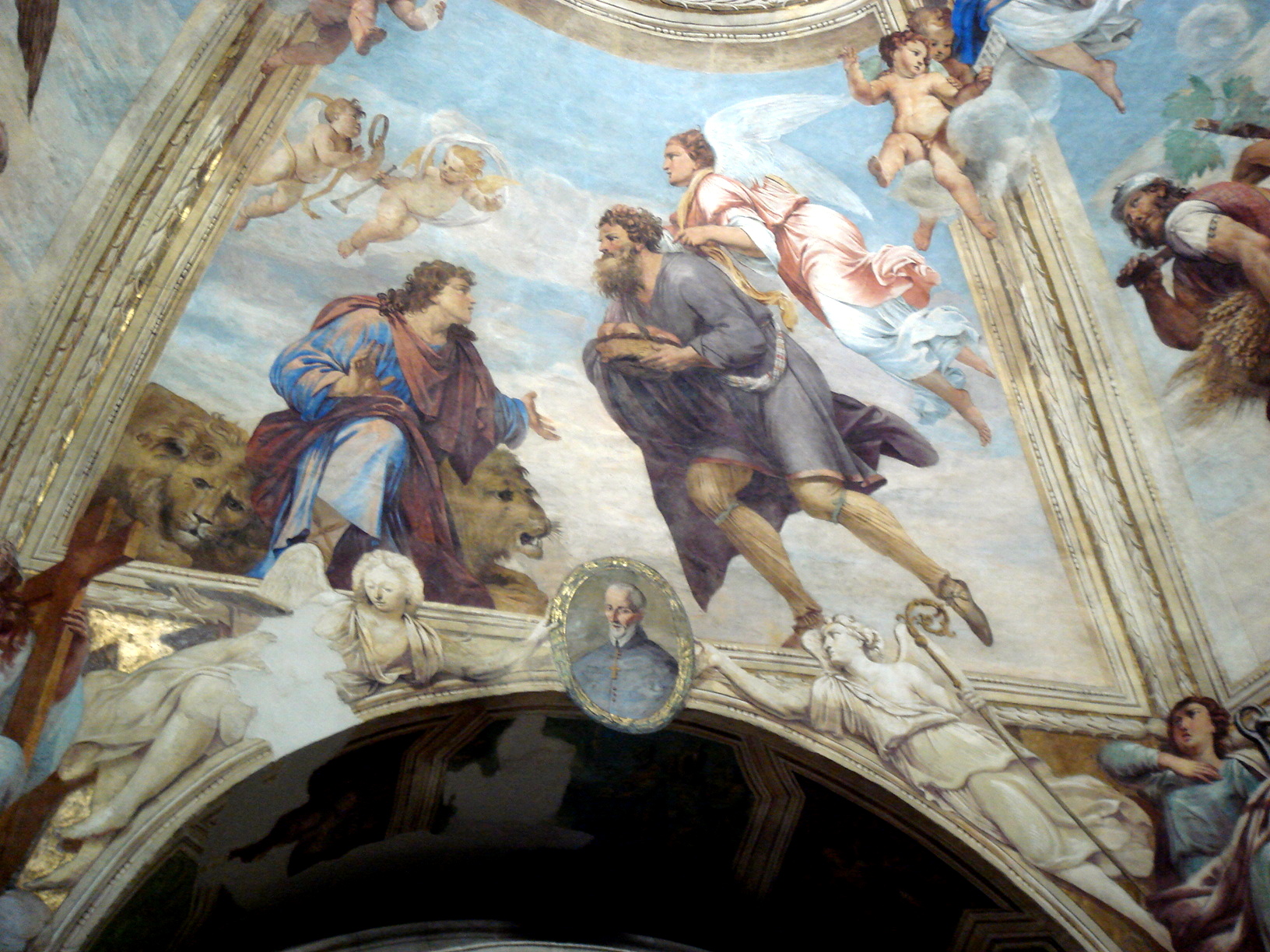
Abacuc porta pane a Daniele, Duomo, Siracusa

Fu un pioniere nello studio dei fossili e nell'illustrazione scientifica e uno dei fondatori della moderna Paleontologia. Pubblicò infatti l'importante testo sulla paleontologia: La vana speculazione disingannata dal senso, che fu presentato anche al pubblico inglese da William Wotton della Royal Society nel 1696.

## Biografia
Studiò lettere nella sua città natale e quindi si trasferì a Roma, dove divenne un pittore piuttosto noto grazie ad un maestro come Andrea Sacchi, col quale studiò sia l'arte antica sia quella rinascimentale. Sacchi ben presto si accorse delle sue grandi qualità naturali, sorrette anche da una solida base culturale sia scientifica che umanistica, e da una grande curiosità per innumerevoli aspetti della cultura.
Ritornato a Messina entrò a far parte della locale Accademia della Fucina, intraprese studi di numismatica e iniziò a collezionare i fossili osservati durante i suoi spostamenti nei paesi siciliani e calabresi dove era chiamato a dipingere. Le tumultuose vicende politiche della sua città (che nel 1674 si ribellò alla dominazione spagnola, chiedendo aiuto al re di Francia Luigi XIV) lo spinsero a rimanervi, solo per brevi periodi; nel 1678, in seguito al fallimento della rivolta antispagnola, fu infatti costretto a spostarsi in un primo momento a Torino ospite di Vittorio Amedeo II di Savoia per il quale dipinse le "allegorie" della "Fortezza" e ella "Giustizia" presenti oggi a Palazzo Reale, oltre alle ritrovate 4 opere a Palazzo Graneri :"i quattro filosofi" ( Omero, Eraclito, Epicuro e Tolomeo)(3), scegliendo infine di stabilirsi definitivamente a Roma, dove divenne socio della prestigiosa Accademia di San Luca, godendo nei suoi ultimi anni di vita di una certa agiatezza.

## La vana speculazione disingannata dal senso

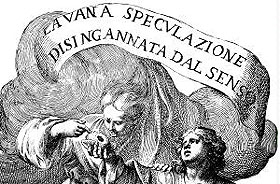
Particolare del frontespizio nell'edizione originale

Agostino Scilla è stato uno dei fondatori della moderna paleontologia. 
Come scrive nella sua opera principale, La vana speculazione disingannata dal senso. Lettera responsiva circa i corpi marini che pietrificati si truovano in vari luoghi terrestri:
Nell'opera, pubblicata nel 1670 (un anno dopo il  De solido di Stenone, che sostiene tesi simili e Scilla non mostra di conoscere) vengono confutate sia la tesi della crescita dei metalli nelle miniere sia l'idea (sostenuta in particolare da Athanasius Kircher e accettata da molti contemporanei) che i fossili siano creati dalla natura come simboli dotati di significato.
Scilla afferma di credere nel Diluvio, ma insiste anche sulla molteplicità delle inondazioni e degli altri sconvolgimenti che hanno prodotto l'attuale conformazione delle terre.
Lo scetticismo verso le speculazioni filosofiche, chiaro sin dal titolo, è argomentato nell'opera: la scienza, secondo Scilla, dovrebbe limitarsi a descrivere la realtà così come viene mostrata dai sensi: cosa che egli fa esaminando i fossili con la sua acuta vista di pittore e riproducendoli con la sua arte  (i disegni costituiscono una parte non secondaria dell'opera).

### Fortuna dell'opera
Il libro ebbe una notevole risonanza europea. Leibniz lo citò nella sua Protogaea sive de prima facie Telluris, composta nel 1691-1692. William Wotton nel 1695 presentò una sintesi dell'opera alla Royal Society e l'anno successivo ne pubblicò un riassunto in inglese. La diffusione europea fu anche facilitata dalle traduzioni in latino apparse a Roma nel 1752 e 1756.

## Opere pittoriche

### Opere sparse

#### Sicilia
- 1654, Martirio di Sant'Agata, dipinto, opera custodita nell'altare maggiore della chiesa del Collegio di Caltanissetta.
- XVII secolo, Talia incorona Epicarmo, dipinto, opera custodita nella Galleria Regionale della Sicilia di Palazzo Abatellis di Palermo.
- XVII secolo, Restauri, attività e interventi documentati presso la loggia - sacrestia della basilica minore di Santa Maria Assunta di Randazzo.
- 1657, Ciclo, affreschi raffiguranti scene tratte da episodi del Vecchio Testamento e Apoteosi dell'Eucaristia, opere presenti nelle volte della Cappella del Sacramento della cattedrale metropolitana della Natività di Maria Santissima.[2][3]
- 1657c., Nascita della Vergine, dipinto, opera custodita nella cattedrale metropolitana della Natività di Maria Santissima.[2][4]

#### Italia
- XVII secolo, San Bartolomeo, San Gaetano, San Girolamo.
- XVII secolo, Madonna del Rosario, dipinto, opera conservata nella Cappella del Rosario della collegiata di Santa Maria Assunta di Valmontone.[5]
- XVII secolo, Santa Maddalena penitente, dipinto, opera custodita nella monastero certosino dei Santi Stefano e Bruno di Serra San Bruno.[2]
- XVII secolo, Virtù, affreschi allegorici, opere presenti nella Reggia di Venaria Reale.[6]
- 1679, Sant'Andrea Apostolo, dipinto, opera custodita nell'Accademia di San Luca di Roma.[5]
- XVII secolo, "Cristo", dipinto, opera documentata a Fano.[5]
- XVII secolo, "Santa Maria Maddalena", dipinto, opera documentata a Fano.[5]
- XVII secolo, "Santa Marta", dipinto, opera documentata a Fano.[5]

altre opere documentate:
- 5 dipinti nella galleria del cardinale Neri Corsini
- 16 dipinti nella galleria del cardinale Giulio Spinola
- 2 dipinti nella galleria del cardinale Giuseppe Renato Imperiali
- 2 dipinti nella regia galleria di Vittorio Amedeo II di Casa Savoia.

#### Estero
- 1670, Epicuro, dipinto, opera documentata presso collezione privata francese.
- XVII secolo, Gesù nella casa di Marta e Maria, dipinto, opera documentata presso collezione privata francese.
- XVII secolo, Conversione della Maddalena, dipinto documentato a Floirac, Bouliac.

### Opere a Messina

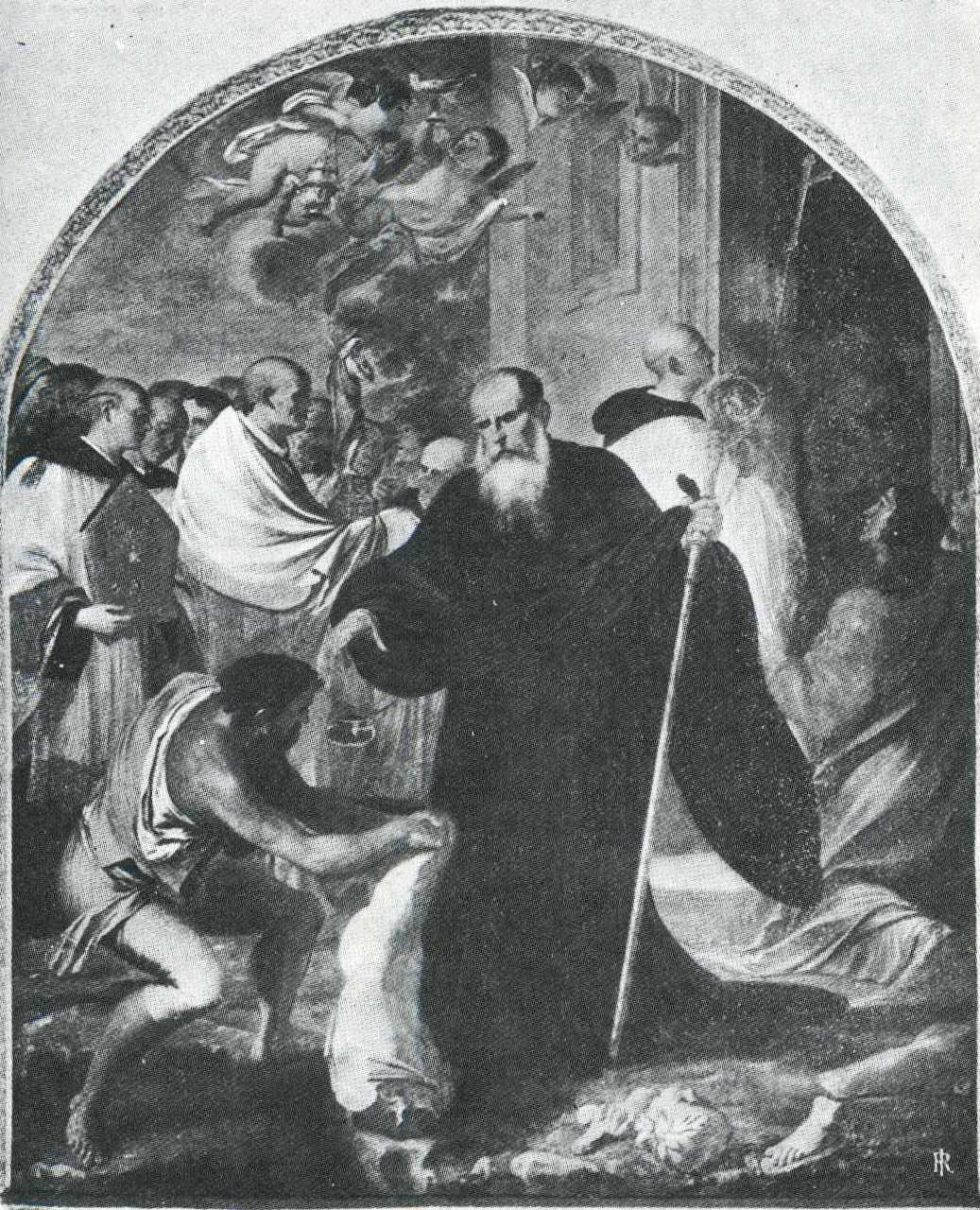
San Benedetto, Museo regionale di Messina.

Il terremoto della Calabria meridionale del 1783 e il terremoto di Messina del 1908 hanno decimato il patrimonio artistico cittadino: 
- XVII secolo, Pie Donne a piedi di Cristo Crocifisso, dipinto, opera documentata nella chiesa del monastero di Santa Chiara.[7][8]
- XVII secolo, Vergine Immacolata, dipinto, opera documentata nella chiesa del monastero di Santa Chiara.[8]
- XVII secolo, Vergine con Sant'Alberto, dipinto, opera documentata nella chiesa di Sant'Omobono.
- XVII secolo, Venuta dello Spirito Santo, dipinto, opera documentata nella chiesa di Santa Maria di Basicò.[8][9][10]
- XVII secolo, Vergine Immacolata, dipinto, opera documentata nella chiesa di Santa Maria di Basicò.[8][10][11]
- XVII secolo, Ciclo, affreschi, opere documentate nella primitiva chiesa di San Domenico.[12]
- XVII secolo, Trinità, dipinto, opera documentata nella chiesa di San Filippo Neri.[2][13]
- XVII secolo, Giaccobbe al Pozzo, dipinto, opera documentata nella chiesa di San Giovanni Battista del Collegio dei Gesuiti.[14]
- XVII secolo, Saul, dipinto, opera documentata nella chiesa di San Giovanni Battista del Collegio dei Gesuiti.[14]
- XVII secolo, Quattro Evangelisti, dipinto, opera documentata in casa Minaldi.[8]
- XVIII, Nature di frutta e caccia.
- XVII secolo, Lot e le sue figlie, dipinto, opera documentata in casa Stagno.[8]
- XVII secolo, Quadroni, dipinti, opere documentate nella chiesa di San Domenico.[2]
- XVII secolo, Talia incorona Epicarmo, Alfeo e Aretusa, affreschi, opera documentata nella casa di Antonio Ruffo, mecenate.
- XVII secolo, Quadrone, dipinto, opera documentata nella sacrestia della chiesa di Santa Maria di Gesù Inferiore.[2]
- XVII secolo, Sant'Orsola e Compagni, dipinto, opera realizzata in collaborazione con Fulco e Catalano, documentata nella chiesa di Sant'Orsola.[8]
- XVII secolo, Episodi tratti del Vecchio Testamento, dipinti, opere documentate nella chiesa di San Giovanni Battista del Collegio dei Gesuiti.[14]
- XVII secolo, Immacolata, dipinto, opera commissionata nella chiesa di Gesù e Maria delle Trombe e documentata nella chiesa del Conservatorio detto il Serraglio.[15]
- XVII secolo, Ciclo, affreschi, opere documentate nella Cappella dell'Assunta e Cappella di San'Antonio di Padova della chiesa della Santissima Annunziata.[2]

Museo regionale di Messina:
- 1667, Sant'Ilarione tra le braccia della morte o Sant'Ilarione moribondo, dipinto, opera documentata nella chiesa di Sant'Orsola in seguito nella chiesa di San Gioacchino.[16]
- 1671, San Gaetano e la Vergine, dipinto, opera proveniente dalla chiesa della Santissima Annunziata dei Teatini.[8]
- XVII secolo, San Benedetto che distrugge gli idoli, dipinto, opera documentata nella chiesa di San Paolo delle Monache.[8]
- XVII secolo, Rebecca al pozzo.
- XVII secolo, Ester e Assuero.

Scampati ai disastri sismici diverse nature morte e numerosi disegni illustrativi di lavori scientifici.

### Scrittore e numismatico
Autore del testo di storia naturale corredato da stampe:
- (IT) Agostino Scilla, "La vana speculazione disingannata dal senso", Napoli, Andrea Colicchia, 1670.

tradotta in latino 
- (LA) Agostino Scilla, Fabio Colonna, "De corporibus marinis lapidescentibus quae defossa reperiuntur", Roma, joannis Zempel, 1759.
- (LA) Vana speculazione disingannata dal senso, Roma, Venanzio Monaldini, 1752.
- "De insectis".[17]
- "Cento città di Sicilia descritte colle medaglie".[18]